# Эйла Секура
Эйла Секура (англ. Aayla Secura) — персонаж франшизы «Звёздные войны», рыцарь-джедай из расы тви’леков.
Была создана Джен Дуурсимой и Джоном Острандером для серии комиксов «Звёздные войны: Республика». Когда обложка комикса с Секурой попала на глаза Джорджу Лукасу, то он был настолько впечатлён, что включил Эйлу в «Атаку клонов», где её сыграла Эми Аллен. В дальнейшем Секура часто стала появляться в других материалах киновселенной.

## Биография
Эйла Секура родилась в 48 ДБЯ во влиятельном клане на планете Рилот. Несмотря на это, она жила среди рабов у криминального авторитета-хатта. В 46 ДБЯ на Рилот прибыли, проводя расследование незаконной торговли дикими животными, магистр-джедай Толм и его падаван (ученик) Квинлан Вос. Во время переговоров джедаев с хаттом одно из животных вдруг повело себя агрессивно и растерзало хозяина-хатта, а потом попыталось убить и маленькую Эйлу, но та непроизвольно позвала Воса с помощью Силы и помогла убить зверя. Так между ними образовались Узы Силы, и Квинлан убедил Толма забрать девочку на Корусант, где в Храме джедаев её приняли в качестве младшего ученика. Спустя восемь лет Секура стала падаваном новоиспечённого рыцаря-джедая Воса. В 32 ДБЯ они побывали на Татуине, где видели победу Энакина Скайуокера в гонках. Позднее Квинлан и Эйла попали в плен к дяде Секуры наркобарону Полу Секуре. Вос вскоре скрылся, а вот его ученица осталась, и под действием наркотиков потеряла память; когда же учитель её нашёл, то Эйла его не узнала, но воспользовалась случаем и бежала, убив дядю. Только спустя несколько месяцев Квинлан снова её обнаружил и помог вспомнить, кем она была.
Совет джедаев назначил Секуре нового учителя — Толма, который заменил ушедшего «путешествовать по галактике» Воса. Магистр Пло Кун воспользовался телепатией и организовал новообретённые воспоминания тви’леки, а Толм помог Эйле пройти испытания и стать рыцарем. Вскоре Секура стала одним из 212 джедаев, отправленных в 22 ДБЯ на Джеонозис; в ходе сражения на арене Петранаки она выжила и возглавила подразделения клонов возрождённой Великой Армии Республики — начались Войны клонов. Месяц спустя тви’лека отправилась на станцию «Колесо», где был замечен некий Корто Вос. Квинлан корил себя за неудачу — он не смог раздобыть сведения о готовящейся войне — и отказался возвращаться в Галактическую Республику, так что Секуре пришлось помогать в его незаконных операциях. После Эйла вошла в группу, посланную в помощь магистру Даакману Барреку с целью уничтожения завода дроидов на Хайпори, но там их застиг генерал Гривус. Она, как и несколько других джедаев, выжила только благодаря Ки-Ади-Мунди, но всё равно за эти события получила ранг магистра и 327-й звёздный корпус коммандера Блая. Вскоре стали распространяться слухи, что граф Дуку переманил Воса на Тёмную сторону, и чтобы предотвратить возможные попытки Секуры что-либо разведать, магистр Кит Фисто разрешает Толму рассказать, что Квинлан внедрился в ближний круг графа; на Хоногре разбился научный корабль Торговой федерации, и тви’леке поручили найти на нём чип с информацией о разработках химического оружия сепаратистами. Когда же она прибыла туда, то обнаружила, что Вос тоже ищет чип — для Дуку. В ходе противостояния Квинлан пытался убить ученицу, но всё же отказался от такого шага и скопировал данные чипа для Дуку, оригинал отдав Эйле. Йода счёл, что попытка убийства ученицы — доказательство того, что Вос пал на Тёмную сторону и его нужно устранить; Секуру отправляют покорять Салукемай. По случайному совпадению, там же, в катакомбах под столичным городом, Квинлан с Толмом шпионили за сепаратистами. Когда последователь ситхов Сора Балк убивает республиканского командующего магистра Оппо Ранцизиса Вос, благодаря Эйле, которая заступилась за него перед Орденом, принимает командование и возвращается к джедаям.
После падения Салукемая Вос перебросил свои войска на Боз-Пити, а Секура — на Фелуцию. Там она застала Приказ 66, в котором Дарт Сидиус предписывает клонам убивать джедаев, который коммандер Блай и его люди выполнили. В официальном отчёте моффа Марселлина Уэссела и члена Правящего совета Сейта Пестажа было объявлено, что Секуру застрелили при попытке саботировать водоснабжение. Её образ, несмотря на активную имперскую пропаганду, проник в культуры отсталых народов в качестве богини или великой героини. Отдельные народы в 40 ПБЯ создавали о ней художественные циклы непристойного содержания.
Личная жизнь
Эйла была известна в Ордене своей любовной связью с магистром-джедаем Китом Фисто, которая длилась более десяти лет.

## Создание
В связи со съёмками фильма «Скрытая угроза» (1999) издательство Dark Horse Comics приступило к выпуску серии вступительных комиксов к временам Республики. Первый выпуск вышел 16 декабря 1998 года в серии «Звёздные войны: Республика». Первоначально их основным героем был позднее показанный в эпизоде магистр-джедай Ки-Ади-Мунди. Но затем художник Джен Дуурсима и сценарист Джон Острандер, воспользовавшись образом мужчины, который в «Скрытой угрозе» был в Мос-Эспа и наблюдал за прогуливавшимися Квай-Гоном Джинном и Скайуокером, создают нового персонажа — магистра Квинлана Воса, который вскоре становится основным героем серии комиксов. Поскольку Острандер создавал Воса с нуля, то счёл возможным показать, что должно происходить между магистром и его успешно завершившим обучение падаваном, а Дуурсима нарисовала женщину с зелёной кожей и рыбьей головой. Однако художник из Lucasfilm Дэрмот Пауэр в то же время создавал похожий концепт-арт нового ситха для «Атаки клонов», так что Дуурсима отказалась от первоначального образа и заменила его женщиной-тви’лекой, срисованной с рабыни Джаббы Хатта Улы из «Возвращения джедая». Концепт же Пауэра лёг в основу Ассаж Вентресс и Кита Фисто.
Новый персонаж получил имя Эйлы Секуры в честь Ната Секуры, персонажа рассказа «Дневные неприятности: Рассказ Биба Фортуны» (1996) авторства Кевина Андерсона, и появился в выпуске «Звёздные войны. Республика 19: Сумрак, часть 1». По замыслу Острандера, Эйла должна была сыграть незначительную роль в сюжете и погибнуть в последней части арки «Сумерек», однако Сиан, дочь Дуурсимы, попросила его это не делать. Как сценарист вспоминал позже он, «подумывал убить её [Секуру] пораньше, просто чтобы усугубить тревогу Квина, но дочь Джен, Сиан, просила не делать этого. И теперь рад, что она это сделала!». В итоге, в новой арке, «Звёздные войны. Республика: Тьма», вышедшей 24 июля 2001 года, Эйла стала противником бывшего учителя и тем самым вошла в ряд главных героев серии. А в арке «Звёздные войны. Республика: Обряд посвящения» (2002 год) Нат Секура объявлен дальним родственником Эйлы, а не однофамильцем.

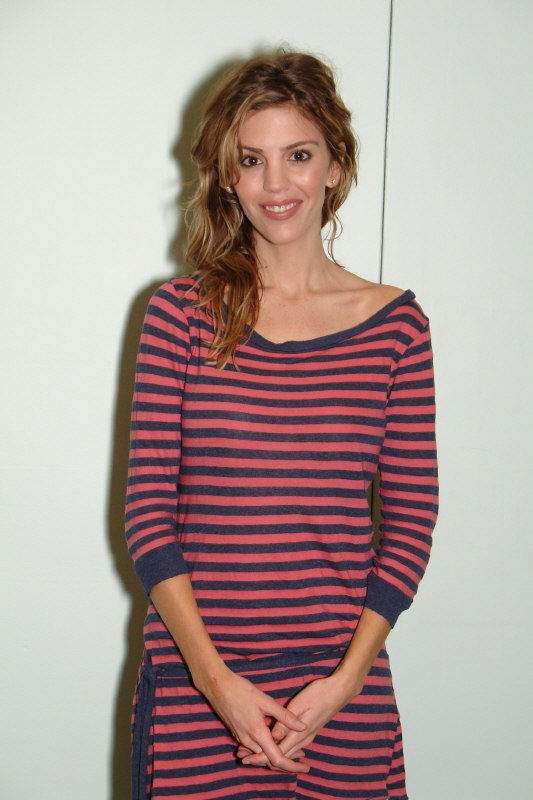
Эми Аллен, сыгравшая Эйлу Секуру в «Атаке клонов» и «Мести ситхов»

Обложка выпуска «Звёздные войны. Республика 33: Тьма, часть 2» от 22 августа 2001 года работы Джона Фостера попалась на глаза Джорджу Лукасу во время подготовки съёмок «Атаки клонов». Режиссёра заинтересовала «харизма персонажа», и он решает включить её в фильм. 20 декабря 2001 года сайт StarWars.com официально подтверждает, что Секура появиться в новом эпизоде «во плоти». Поскольку роль не предполагала диалогов, Лукас поручил её сыграть сотруднице Industrial Light & Magic Эми Аллен, до этого уже бывшей статистом в нескольких фильмах, в том числе в «Скрытой угрозе», где тоже исполнила роль неизвестной голубокожей тви’леки. Аллен роль понравилась, а по поводу съёмочного процесса она заявила, что «нет ничего лучше, чем быть покрытой краской и одетой в эластичную ткань на глазах у коллег». Отсмотрев снятый материал, Дуурсима поразилась, насколько Аллен похожа на персонажа с картинки.
В следующем эпизоде, «Месть ситхов», Аллен вновь сыграла Секуру, изобразив её смерть на Фелуции. В фильме у Эйлы снова не было реплик, но диалог предполагался в одном из черновиков сценария — перед исполнением Приказа 66 она заверяет свои войска в безопасности позиций, а затем спрашивает коммандера Блая, думает ли он, что поблизости есть враги, но Блай и его войска в ответ исполняют поступивший приказ и убивают отвлечённую разговором Секуру; эта сцена была вырезана в целях сокращения хронометража фильма, а отсутствие сопротивления со стороны джедая объяснено тем, что Эйла отвлеклась на пролетавшую птицу.
Мультсериалы тоже не оставили образ тви’леки. «Войны клонов» 2003 года показали Эйлу только в одной серии — сцене противостояния группы джедаев генералу Гривусу, введённому во вселенную именно этим эпизодом. «Войны клонов» 2008 года дали Секуре постоянную роль. В нескольких сериях первого сезона она играла значительную роль, а затем на протяжении всего сериала — второстепенную. Впервые персонажа озвучили: это сделала Дженнифер Хейл. Дейв Филони, отметил, что «когда её разрабатывали, первоначальная концепция голоса была улично-жесткой и узнаваемой по-американски. Затем мы пришли к идее придать ей больше французского акцента, и это действительно помогло нам определить личность». Идею подал Лукас, и Хейл говорила с лёгким французским акцентом, причём потом все тви’леки в мультсериале получили такой же акцент. Также Лукас немного изменил характер Эйлы, сделав «сильную женщину, уверенную в философии джедаев», в отличие от утончённой и одновременно смертоносной Секуры комиксов.
Фирма Hasbro выпустила фигурку Эйлы в 2003 году, две — в 2005, а затем обновлённые версии в 2010 и 2012. В 2006 компания выпускала бюст Секуры; Lego также выпускала фигурки джедая, а Funko в 2017 году выпустила фигурку-пупса.
4 мая 2015 года в компьютерной игре The Sims 4 был добавлен костюм Секуры, чтобы персонажи могли его носить; сам костюм не предполагает каких-либо изменений игрового процесса.

## Оценка образа
Секура получила благожелательные отзывы благодаря «довольно выгодному телосложению». Хауи Деккер с портала underscoopfire.com поставил Эйлу на 7 строчку в списке самых сексуальных персонажей «Звёздных войн», ссылаясь на её декольте. Эми Аллен видит в ней «образец силы и вдохновения», а также описывает своего персонажа как «жесткую и обладающую подавляющим чувством долга в мире, где доминируют мужчины»; при этом она «не стесняется прислушиваться к своему сердцу, даже если это означает попадание в сложные ситуации». Образ Секуры стал самым популярным женским персонажем-косплеем на Star Wars Celebration.